# استنلی فالکو
استنلی فالکو (انگلیسی: Stanley Falkow; ۱ ژانویهٔ ۱۹۳۴ – ۵ مهٔ ۲۰۱۸) دانشمند در زمینه اهل ایالات متحده آمریکا بود.
وی همچنین برندهٔ جوایزی همچون نشان ملی علوم، جایزه روبرت کخ، و جایزه سلمان واکسمن در میکروبیولوژی شده‌است.